# Francesca Gagnon
Francesca Gagnon, née le 6 août 1957 à Jonquière, est une chanteuse et actrice de théâtre québécoise. Au cours de sa carrière, elle joue dans les spectacles Alegría et Midnight Sun du Cirque du Soleil. Elle enregistre aussi plusieurs albums solos, faisant des tournées sur trois continents en chantant en français, en anglais, en italien et en espagnol.

## Biographie
Née à Jonquière, au Québec, Francesca Gagnon a commencé à étudier le piano et la danse dès l'âge de dix ans. Cet intérêt pour les arts se poursuit à l'âge adulte où elle poursuit ses études de musique à l' Université du Québec à Montréal ou elle étudie le chant classique, la théorie et le solfège. Elle continue sa formation en danse (Jazz moderne), et perfectionne sa technique vocale avec un professeur de New-York. De plus des cours de yoga et de danse africaine lui permettent de développer à la fois la souplesse et le contrôle de la respiration. Ses premières performances musicales ont été à la télévision (1984), suivies de performances solos en direct au Québec, en Europe et en Afrique. En 1986, après avoir enregistré son premier album MAGIE, Francesca reçoit une nomination aux prix Juno pour "Découverte de l’année".
En 1994, Francesca se joindra à la célèbre troupe Alegría du Cirque du Soleil.  Elle est la chanteuse vedette de la bande sonore d'Alegría, qui est finalement devenue l'album le plus vendu du Cirque du Soleil. L'album remporte un Grammy Award et plusieurs Félix Awards en 1995. Alegría s'est également classé dans le Billboard World Music Chart pendant 65 semaines.
Francesca a continué à tourner avec Alegría et a joué le rôle de «The White Singer» dans le DVD 2001 enregistré en direct à Sydney. Pendant cette période, elle a également joué avec la troupe sur The Tonight Show et devant le prince Charles au Royal Albert Hall en Angleterre.  Bien qu'elle ait quitté le Cirque en 2002  pour reprendre sa carrière solo, Francesca est revenue chanter la chanson titre d'Alegría lors du 25e anniversaire du Festival de Jazz de Montréal et du 20e anniversaire du Cirque du Soleil en 2004. Ce concert, dirigé par Michel Lemieux et Victor Pilon, est sorti en DVD sous le nom de Midnight Sun du Cirque du Soleil.
Depuis son retour à sa carrière solo, elle a sorti son nouvel album Hybride en 2005 après deux ans de production. Sur l'album, Francesca chante dans une langue de sa propre création inspirée par les tonalités musicales de différentes langues. Le raisonnement derrière cela était qu'elle «voulait nous transporter dans un monde où la langue existe à un niveau universel sans aucune frontière de race, de pays ou de mots».

## Discographie sélectionnée
| An   | Titre                           | Remarques                     |
| ---- | ------------------------------- | ----------------------------- |
| 2010 | Meridiano                       | travailler avec Inti-Illimani |
| 2005 | Hybride                         | -                             |
| 2004 | Le meilleur du Cirque du Soleil | album de compilation          |
| 1999 | Au delà des couleurs            | -                             |
| 1994 | Alegría                         | Cirque du soleil              |
| 1988 | Francesca                       | -                             |
| 1985 | Magie                           | -                             |

## Filmographie
| An   | Titre                                     | Rôle              |
| ---- | ----------------------------------------- | ----------------- |
| 2004 | Le Cirque du Soleil présente Midnight Sun | Le chanteur blanc |
| 2001 | Le Cirque du Soleil présente Alegría      | Le chanteur blanc |